# Dirección General de Autotransporte Federal

La Dirección General de Autotransporte Federal depende de la Subsecretaría de Transporte de la Secretaría de Comunicaciones y Transportes de México.

## Estructura
Está integrada por más de 500 personas que trabajan en 8 áreas:
Dirección General Adjunta de Trámites y Servicios
Dirección General Adjunta de Normatividad de Trámites y Servicios
Dirección General Adjunta de Normatividad
Dirección General Adjunta de Planeación
Dirección General Adjunta de Asuntos Jurídicos
Dirección General Adjunta de Supervisión
Dirección de Sistemas y Operación
Dirección de Administración
A nivel nacional existen 67 departamentos de autotransporte federal que dependen normativamente de la DGAF.

## Ubicación
Calza de las Bombas NO. 411 en Delegación Coyoacán en México, D.F.